# Benifairó de la Valldigna
Benifairó de la Valldigna település Spanyolországban, Valencia tartományban. Benifairó de la Valldigna Alzira, Carcaixent, Simat de la Valldigna, Tavernes de la Valldigna, Xeraco és Xeresa községekkel határos. Lakosainak száma 1560 fő (2024).

## Népesség
A település lakosságának változását az alábbi diagram mutatja:
| Lakosok száma | 1654 | 1692 | 1695 | 1683 | 1646 | 1616 | 1596 | 1571 | 1552 | 1560 |
|               | 2001 | 2004 | 2007 | 2009 | 2012 | 2014 | 2017 | 2019 | 2022 | 2024 |